# Shintoku
Shintoku (新得町?) è una cittadina giapponese della prefettura di Hokkaidō.